# 번리 FC
번리 FC(Burnley Football Club)는 잉글랜드 번리에 연고로 하는 프로 축구 클럽으로 1882년에 창단하여 1888년에 설립된 풋볼 리그에 가입했다.
1920-21 시즌과 1959-60 시즌에 1부리그 우승을 차지한 적이 있으며 1914년 리버풀을 꺾고 FA컵 우승도 차지했다. 또한 1부 리그에서 4부 리그까지 잉글랜드 프로축구 모든 레벨에서의 우승 기록을 가지고 있는 3클럽(번리 FC, 울버햄프턴 원더런스, 프레스턴 노스 엔드) 중 하나이기도 하며 유럽 대회에서의 최고 성적은 1961년 유로피언 컵 (현 UEFA 챔피언스리그) 8강에 오른 것이다.
1976년 강등 이후 하부 리그에서만 머물다 2008-09 시즌 풋볼 리그 챔피언십에서 5위를 기록하여 승격 플레이오프에 진출했고 셰필드 유나이티드를 꺾고 프리미어리그 승격에 성공한다. 그러나 2009-10 시즌 19위를 기록해 1시즌만에 강등되어 2013-14 시즌까지 풋볼 리그 챔피언십에 참여 했는데 그 후로 2014-15 시즌에 프리미어리그로 승격 하지만 2015-16 시즌 다시 풋볼 리그 챔피언십으로 강등 되었다. 2015-16 시즌 챔피언십에서 우승하면서 2016-17시즌 다시 프리미어리그로 복귀했다.

## 선수 명단
2024년 2월 1일 기준
참고: FIFA 자격 규정에 따라 소속된 국가대표팀 국기를 표시합니다. 선수는 복수의 FIFA 비회원국 국적을 가지고 있을 수 있습니다.
| 번호 | 포지션 | 국적              | 이름                        |
| ---- | ------ | ----------------- | --------------------------- |
| 2    | DF     | 아일랜드          | 다라 오셰이                 |
| 3    | DF     | 잉글랜드          | 찰리 테일러                 |
| 4    | MF     | 잉글랜드          | 잭 코크 (주장)              |
| 5    | DF     |                   | 조던 바이어                 |
| 7    | MF     | 아이슬란드        | 요한 베르그 그뷔드뮌손      |
| 8    | MF     | 잉글랜드          | 조쉬 브라운힐 (부주장)      |
| 9    | FW     | 잉글랜드          | 제이 로드리게스             |
| 10   | FW     | 앙골라            | 마누엘 벤손                 |
| 15   | FW     | 잉글랜드          | 네이선 레드먼드             |
| 16   | MF     |                   | 사네르 베르게               |
| 17   | FW     | 남아프리카 공화국 | 라일 포스터                 |
| 18   | DF     |                   | 얄마르 에크달               |
| 20   | DF     |                   | 로렌즈 아시뇽 (렌에서 임대) |
| 21   | MF     | 잉글랜드          | 에런 램지                   |

| 번호 | 포지션 | 국적         | 이름                                        |
| ---- | ------ | ------------ | ------------------------------------------- |
| 22   | DF     |              | 비티뉴                                      |
| 23   | FW     | 코트디부아르 | 다트로 포파나 (첼시에서 임대)               |
| 24   | MF     | 아일랜드     | 조시 컬렌                                   |
| 25   | FW     |              | 제키 암도우니                               |
| 28   | DF     |              | 아민 알다킬                                 |
| 29   | GK     |              | 로렌스 비구루                               |
| 30   | FW     |              | 루카 콜레오쇼                               |
| 31   | MF     |              | 마이크 트레소르 (헹크에서 임대)             |
| 33   | DF     |              | 막심 에스테브 (몽펠리에에서 임대)           |
| 34   | FW     |              | 야코브 브룬 라르센 (1899 호펜하임에서 임대) |
| 42   | MF     |              | 한노아 마셍고                               |
| 44   | DF     |              | 아네스 델크루아                             |
| 47   | FW     |              | 윌송 오도베르                               |
| 48   | FW     |              | 에노크 아기에이                             |
| 49   | GK     | 코소보       | 아리야네트 무리치                           |
| —    | MF     | 잉글랜드     | 존조 셸비                                   |

### 임대 선수 명단
참고: FIFA 자격 규정에 따라 소속된 국가대표팀 국기를 표시합니다. 선수는 복수의 FIFA 비회원국 국적을 가지고 있을 수 있습니다.
| 번호 | 포지션 | 국적             | 이름                                    |
| ---- | ------ | ---------------- | --------------------------------------- |
| —    | GK     | 북아일랜드       | 베일리 피콕파렐 (AGF로 임대)            |
| —    | DF     | 잉글랜드         | 오웬 도지슨 (던디로 임대)               |
| —    | DF     | 잉글랜드         | CJ 이건라일리 (PSV 에인트호번으로 임대) |
| —    | DF     | 아일랜드         | 루크 맥널리 (스토크 시티로 임대)        |
| —    | DF     | 웨일스           | 코너 로버츠 (리즈 유나이티드로 임대)    |
| —    | MF     | 콩고 민주 공화국 | 사뮈엘 바스티앵 (카슴파샤로 임대)       |

| 번호 | 포지션 | 국적         | 이름                                       |
| ---- | ------ | ------------ | ------------------------------------------ |
| —    | MF     | 잉글랜드     | 스콧 트와인 (브리스틀 시티로 임대)         |
| —    | FW     | 북마케도니아 | 다르코 추를리노프 (샬케 04로 임대)         |
| —    | FW     | 아일랜드     | 다라 코스텔로 (던디로 임대)                |
| —    | FW     | 아일랜드     | 마이클 오바페미 (밀월로 임대)              |
| —    | FW     |              | 바우트 베호르스트 (1899 호펜하임으로 임대) |
| —    | FW     | 모로코       | 아나스 자루리 (헐 시티로 임대)             |

## 역대 감독
| 감독                      | 임기      |
| ------------------------- | --------- |
| 어니스트 맹널             | 1900~1903 |
| 크리스 워들               | 1997~1998 |
| 오언 코일                 | 2007~2010 |
| 에디 하우                 | 2011~2012 |
| 션 다이치                 | 2012~2022 |
| 마이크 잭슨 벤 미 코너 킹 | 2022      |
| 뱅상 콩파니               | 2022~2024 |
| 스콧 파커                 | 2024 ~    |

## 역대 우승 기록
리그
- 풋볼 리그 1부

우승 (2): 1920-21, 1959-60
- 풋볼 리그 2부

우승 (2): 1897-98, 1972-73
- 풋볼 리그 3부

우승 (1): 1981-82
- 풋볼 리그 4부

우승 (1): 1991-92
- 풋볼 리그 챔피언십 플레이오프

우승 (1): 2008–09
- 풋볼 리그 챔피언십

우승 (1): 2015–16
컵
- FA컵

우승 (1): 1913-14
- FA 커뮤니티 실드

우승 (1): 1973
- 앵글로 스코티시 컵

우승 (1): 1978–79

## 유럽 대회 성적
전적 : 2승 2패 8득점 8실점
| 홈팀           | 점수  | 원정팀         | 대회                        |
| -------------- | ----- | -------------- | --------------------------- |
| 번리           | 2 - 0 | 스타드 드 랭스 | 1960-61 유로피언 컵 1라운드 |
| 스타드 드 랭스 | 3 - 2 | 번리           | 1960-61 유로피언 컵 1라운드 |
| 번리           | 3 - 1 | 함부르크 SV    | 1960-61 유로피언 컵 8강     |
| 함부르크 SV    | 4 - 1 | 번리           | 1960-61 유로피언 컵 8강     |